# Gino Mangini
Gino Mangini (Rome, 14 août 1921 - Rome, 14 août 1991) est un scénariste et réalisateur italien. Il est le cousin de l'actrice Maria Luisa Mangini, dont le nom de scène est Dorian Gray, qu'il a dirigée dans son dernier film, I criminali della metropoli (it) (1965).

## Biographie
Gino Mangini débute comme assistant de réalisateurs tels Carlo Campogalliani et Giuseppe Colizzi. Il devient ensuite scénariste de films comme La Terreur des barbares, Maciste contre le Cyclope et Les Conquérants héroïques. Il a fait ses débuts en tant que réalisateur en 1963, en coréalisant avec Piero Ghione (it) un documentaire politique sur la Russie. Il réalise son premier film de fiction en 1964 : La jena di Londra, un film d'épouvante. Il se spécialise dans les films dramatiques. Il a aussi été producteur.

## Filmographie

### Comme réalisateur
- 1963 : Dagli Zar alla Bandiera Rossa (it) - documentaire
- 1964 : La jena di Londra
- 1967 : Pas de diamants pour Ursula (I diamanti che nessuno voleva rubare)
- 1967 : I criminali della metropoli (it)
- 1971 : Chaco (Bastardo, vamos a matar)
- 1974 : Vive nous (it) (Abbasso tutti, viva noi)

### Comme scénariste
- 1955 : Totò en enfer de Camillo Mastrocinque (dialogues)[2]
- 1955 : Siamo uomini o caporali, de Camillo Mastrocinque[2]
- 1957 : La moglie è uguale per tutti (it), de Giorgio Simonelli[2]
- 1958 : La Flèche noire de Robin des Bois (Capitan Fuoco) de Carlo Campogalliani[2]
- 1959 : La Terreur des barbares, de Carlo Campogalliani[2]
- 1959 : L'Ennemi de ma femme (Il marito bello: Il nemico di mia moglie), de Gianni Puccini[3]
- 1960 : David et Goliath, de Ferdinando Baldi[2]
- 1961 : Maciste contre le Cyclope (Maciste nella terra dei ciclopi), d’Antonio Leonviola[2]
- 1961 : Toryok, la furie des barbares, de Guido Malatesta[2]
- 1962 : Les Conquérants héroïques (La leggenda di Enea), de Giorgio Venturini[2]
- 1962 : Jules César contre les pirates, de Sergio Grieco[2]
- 1963 : Le Sabre de la vengeance (I diavoli di Spartivento), de Leopoldo Savona[2]
- 1964 : La jena di Londra, réalisé par lui-même (sous le pseudo de Henry Wilson)[2]
- 1967 : I criminali della metropoli, réalisé par lui-même[2]
- 1967 : Pas de diamants pour Ursula, réalisé par lui-même[2]
- 1969 : Ringo ne devait pas mourir (I lunghi giorni dell'odio), de Gianfranco Baldanello[2]
- 1971 : Sabata règle ses comptes (Quel maledetto giorno della resa dei conti) de Sergio Garrone[2]
- 1974 : Vive nous (it) (Abbasso tutti, viva noi) réalisé par lui-même[2]
- 1987 : Dolce vita di Cicciolina de Riccardo Schicchi (pornographique)[2]
- 1988 : Mondo cane 2000 - L'incredibile (it), de Stelvio Massi et Gabriele Crisanti - documentaire[2]

### Comme producteur (liste incomplète)
- 1967 : I criminali della metropoli (it), réalisé par lui-même

## Crédit d'auteurs
- (it) Cet article est partiellement ou en totalité issu de l’article de Wikipédia en italien intitulé « Gino Mangini » (voir la liste des auteurs).